# Distretto di Pilcomayo
Il distretto di  Pilcomayo è uno dei ventotto distretti della provincia di Huancayo, in Perù. Si trova nella regione di Junín e si estende su una superficie di  20,5 chilometri quadrati.